# Белка (Кемеровская область)
Белка — посёлок в Таштагольском районе Кемеровской области. Входит в состав Усть-Кабырзинского сельского поселения. По данным Всероссийской переписи населения 2010 года, в посёлке Белка проживает 22 человека (13 мужчины, 9 женщин).

## География
Центральная часть населённого пункта расположена на высоте 523 метров над уровнем моря.

## Население
| 2010 |
| ---- |
| 22   |